# Xã Derry, Quận Montour, Pennsylvania
Xã Derry (tiếng Anh: Derry Township) là một xã thuộc quận Montour, tiểu bang Pennsylvania, Hoa Kỳ. Năm 2010, dân số của xã này là 1.130 người.